# Éditeur scientifique
Cet article concerne l'édition de textes scientifiques ou techniques. Pour l'édition scientifique de manuscrits anciens, voir Apparat critique.
Un éditeur scientifique est une personne ou une organisation (entreprise, association) industrielle ou artisanale dont l'activité principale, comme tout éditeur, est la production et la diffusion publique de textes (des livres, des revues). Les activités principales exercées (code APE) sont alors 5811Z - Édition de livres ou 5814Z - Édition de revues et périodiques mais qui s'est spécialisé dans l'édition de textes de recherches scientifiques ou d'ouvrages techniques.
Selon la nature de l'œuvre publiée il s'agira d'une maison d'édition (livres) ou d'un éditeur de presse (presse) s'il s'agit de revues scientifiques.
Les éditeurs scientifiques sont soit des maisons d'édition universitaire liées à un ou plusieurs établissements d’enseignement supérieur, soit des sociétés privées spécialisées.
Selon la destination des ouvrages il s'agira de publications académiques, ou d'ouvrages scolaires.
Un éditeur scientifique est aussi une personne chargée de la direction éditoriale d'un ouvrage scientifique publié par un collectif d'auteurs, d'une collection d'ouvrages scientifiques ou d'une revue scientifique. Il assume la responsabilité scientifique de l'ensemble des textes édités sous son autorité.

## Histoire

### XVesiècle-XVIIIesiècle
En 1454 apparaît la presse à imprimer de Gutenberg, qui marque le début de l’édition scientifique. Cette invention permet une diffusion bien plus large des connaissances scientifiques et fournit aux savants des bases écrites sur lesquelles appuyer leurs recherches. Des maisons d’éditions se développent alors en lien avec des sociétés savantes et des universités, comme l’Oxford University Press. L’apparition du livre, à la fin du XVe siècle, change également la donne : les premiers ouvrages de science et technique destinés aux étudiants sont imprimés et diffusés en 1505.
Mais l’invention de Gutenberg altère profondément les relations entre les scientifiques et leurs résultats. L’édition engage les auteurs et favorise les confrontations entre les hommes de savoir. Certains scientifiques décident alors de publier davantage, ou à l’inverse, beaucoup moins voire pas du tout, soit par crainte de l’avis de leurs pairs, soit par peur de pillage intellectuel. L’Église et l’État jouent également un grand rôle dans ce changement radical de la vision de la découverte scientifique. Les travaux qui leur semblent inconvenants, comme ceux de Galilée, sont interdits de publication.
De ce nouvel ordre naissent des cercles de savants qui, vers la fin du XVIIe siècle, se structurent en académies comme la Royal Society de Londres (1660) et l’Académie royale de France (1666). Sous leur impulsion, en 1665, les premières revues scientifiques paraissent concomitamment à Londres (Philosophical Transactions of the Royal Society) et à Paris (Journal des savans) et servent de modèle aux futures revues.

### XVIIIesiècle-XIXesiècle
Le besoin de publications augmente au cours du XVIIIe siècle. L'alphabétisation, l'abandon du latin pour des langues vernaculaires, la multiplication de nouveaux enjeux dans certains secteurs d'application comme l'agronomie ou les sciences naturelles, ainsi que la demande en dictionnaires et encyclopédies contribuent entre autres en grande partie à l'essor de l'édition et à l'accroissement de revues scientifiques.
L'édition connaît une évolution à partir de la deuxième moitié du XVIIIe siècle. Face à l'engouement suscité par les sciences en général, les éditeurs proposent des formats plus accessibles (moins chers et de plus petits formats). Cependant, la vulgarisation scientifique se limite encore aux élites et ne s'étend au grand public qu'à partir du XIXe siècle.

### XIXesiècle-XXesiècle
Le nombre des revues scientifiques a fortement progressé au cours des XIXe et XXe siècles. Une des explications est la multiplication des domaines de compétence et de spécialisation.
Les changements politiques du XIXe siècle bouleversent l'édition. La suppression de la censure et l'essor des universités sous la IIIe République ont un fort impact sur l'édition scientifique. L'engouement du grand public pour l'activité scientifique se fait ressentir. Cependant, le décalage entre la recherche et la publication s’accroît de plus en plus au cours du XIXe siècle, ce qui ne favorise pas le développement de l'activité éditoriale. La diffusion des connaissances se fait davantage par le biais de cours en université.
Au début du XXe siècle, l'édition scientifique connaît un nouvel essor, notamment grâce à de nouvelles techniques documentaires (classification décimale et classification décimale universelle), à certaines méthodes statistiques (la bibliométrie par exemple) et aux progrès technologiques de l'époque (photocopieuse, micrographie). Toutefois, la Première Guerre mondiale et la crise affectent durement l'édition scientifique, contrainte de ralentir sa production ou de cibler un public plus restreint. Autre tendance caractéristique de la première moitié du siècle, l'édition scientifique est principalement axée sur les besoins militaires.
L'après-guerre et les progrès scientifiques qui l'accompagnent marquent une accélération de l'édition. De 1965 à 1985, les revues scientifiques prolifèrent. C'est à cette époque que naît la discorde entre les maisons d'édition, les bibliothèques et les scientifiques, principalement à cause des nouvelles contraintes tarifaires et des restrictions budgétaires qui pèsent sur le monde de la connaissance scientifique. Dans les années 1960 et 1970, des éditeurs commerciaux deviennent propriétaires de revues scientifiques de haute qualité qui étaient auparavant publiées par des organisations académiques.
Les premières publications en ligne remontent à 1964, avec notamment l'ISI. Mais cette activité reste mineure et il faut attendre l'apparition du World Wide Web, les années 1990 et la création de plateformes d'articles online pour donner à l'édition en ligne un réel impact.
Le monde de l'édition connaît un triple mouvement de concentration. Le premier, structurel et capitalistique, voit quatre grands groupes d'éditeurs anglo-saxons (RELX Group, Springer, Taylor & Francis et Wiley-Blackwell qui détiennent 40 % du marché) s'ériger en véritables monopoles de l'édition scientifique et technique. Le second est d'ordre linguistique, avec une accentuation de l'hégémonie de l'anglais comme langue de publication. Le troisième concerne les revues qui « comptent ». Au niveau mondial, la littérature « cœur » (core list) ne compte guère plus de 4 000 titres, toutes disciplines confondues, sur les 100 000 revues recensées.
Cette concentration oligopolistique provoque une augmentation radicale des prix des revues, mettant en danger tout l'équilibre économique des bibliothèques, d'où l'émergence du mouvement pour l'accès libre aux publications scientifiques dans les années 1990.

### XXIesiècle
Au XXIe siècle, une part importante des publications scientifiques éditées sont disponibles sur internet. Le travail d'édition est facilité par de nombreux logiciels (EndNote, Zotero, ScholarOne, Open Journal System (en) (OJS), etc.). L'heure est à l'échange des données scientifiques sur le net. Le rôle des maisons d'édition est d'assurer la qualité des publications et de diffuser les résultats des chercheurs. À la suite d'une initiative de l'OMS, les éditeurs décident de donner un accès gratuit ou à bas prix aux publications médicales. L'accès reste cependant payant pour la majeure partie des publications. D'autre part, divers scandales[Lesquels ?] ternissent l'image de l'édition scientifique et remettent en doute son intégrité et son système de financement.

## Éditeurs
La base de données anglophone de journaux académiques et scientifiques JournalSeek référence 105 032 journaux publiés par 6 597 éditeurs au 10 janvier 2017.
- Académie des sciences
- ACS Publications
- African Journals OnLine (en)
- AIAA
- American Institute of Physics
- Airiti (en)
- Association for Computing Machinery
- Bentham Science Publishers
- BioMed Central
- Blackwell Publishing
- Éditions Brill
- Cambridge University Press
- Chimedit
- CNRS Éditions
- CRC Press
- De Gruyter
- Delachaux et Niestlé
- Editions de Physique
- Éditions Odile Jacob
- EDP Sciences
- Elsevier Masson SAS
- Elsevier
- Hermann (éditions)
- IEEE Publications
- IOP Publishing
- ISTE Group
- John Libbey Eurotext
- John Wiley & Sons
- Karger Publishers (en)
- Lexis Nexis
- Macmillan Publishers
- Éditions Masson
- McGraw-Hill
- Éditions Mélanie Seteun
- Nature Publishing Group
- OTAN
- Oxford University Press
- Plenum Press
- Royal Society of Chemistry
- Société mathématique américaine
- Society for Industrial and Applied Mathematics
- Springer Science+Business Media
- Taylor and Francis
- Wiley
- Wolters Kluwer
- World Scientific

## Éditeurs de revues de vulgarisation scientifique
- Éditions Belin : Pour la science
- Éditions L'Harmattan
- Reworld Media : Science et Vie
- Groupe Perdriel : Sciences et Avenir
- Sophia Publications : La Recherche

## Édition électronique
Par le terme bouquet de revues, on entend un ensemble de revues électroniques mises en ligne, qu'elles existent déjà sous forme imprimée ou non.
Ce sont des regroupements réalisés selon un critère soit thématique soit éditorial. Cette tendance est le résultat de la concentration des acteurs dans l'édition scientifique, sous la houlette d'entreprises commerciales comme Elsevier ou Wiley. Les bouquets de revues peuvent avoir un nombre important de titres (jusqu'à 2 500 pour Elsevier ScienceDirect).
En centralisant l'offre, les différents sites de revues électroniques permettent l'accès au texte intégral en proposant divers services de consultation et de recherche (veille, historique de recherche, paniers, personnalisation, etc.).